# 愛媛県道325号今治大三島自転車道線

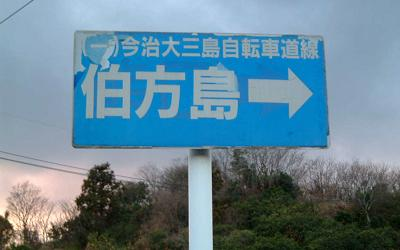
愛媛県道325号今治大三島自転車道線
（今治市大三島地区にて）

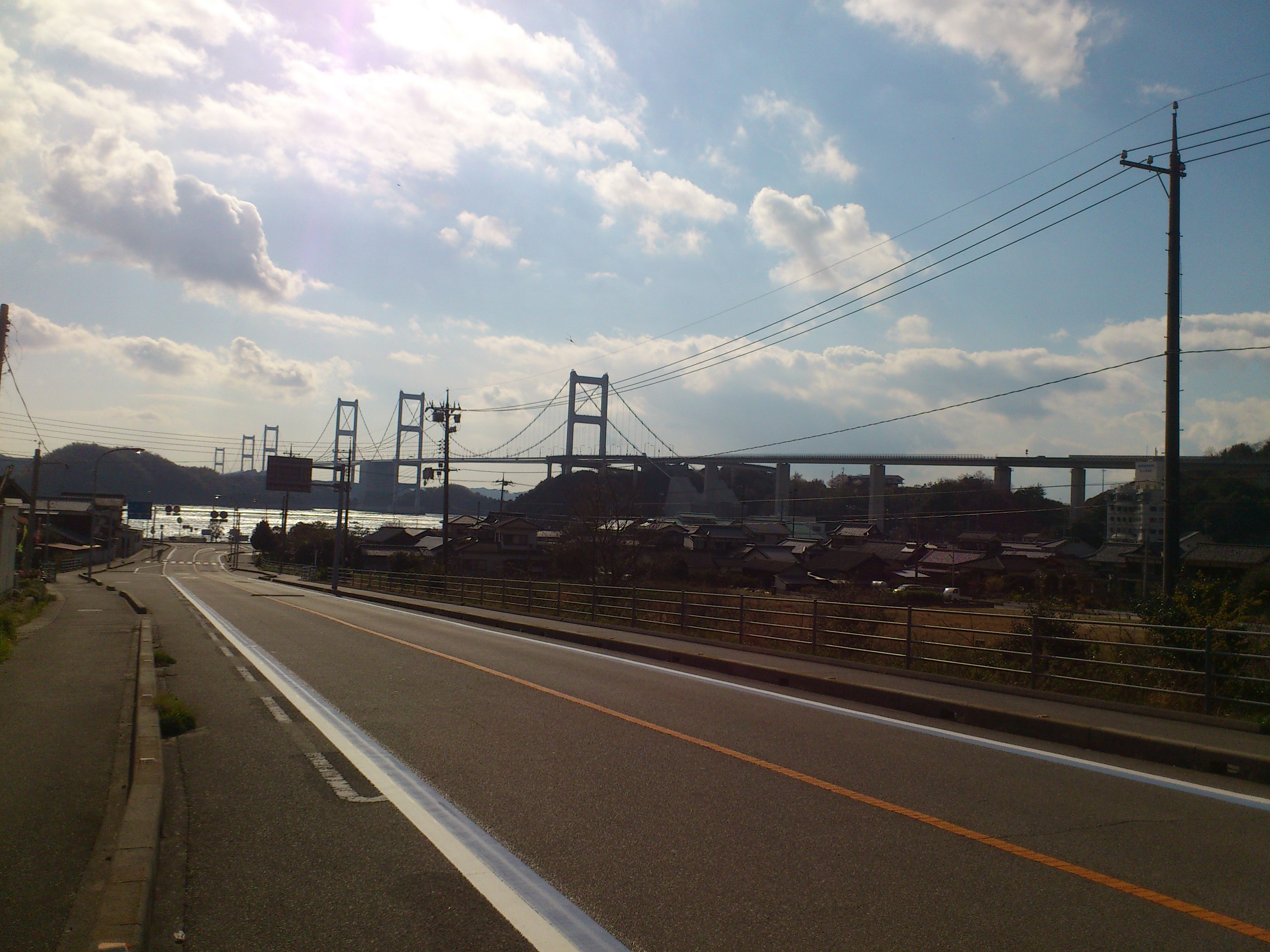
今治市吉海地区名付近。来島海峡大橋を臨む。

愛媛県道325号今治大三島自転車道線（えひめけんどう325ごう いまばりおおみしまじてんしゃどうせん）は、愛媛県今治市内を結ぶ一般県道である。

## 概要
総排気量125cc以下の自動二輪車・原動機付自転車・小型特殊自動車・自転車・歩行者専用である。通称は広島県道466号向島因島瀬戸田自転車道線と併せてしまなみ海道サイクリングロードと呼ばれている。

### 路線データ
- 本線
  - 起点：愛媛県今治市高部（国道317号交点）
  - 終点：愛媛県今治市上浦町盛（愛媛県道51号大三島環状線交点）
- 支線
  - 起点：愛媛県今治市上浦町井口（国道317号・愛媛県道325号今治大三島自転車道線（本線）交点）
  - 終点：愛媛県今治市上浦町井口（多々羅大橋上にある広島県尾道市との県境で広島県道466号向島因島瀬戸田自転車道線交点）
- 総延長：48.9km（未開通区間を含む。未開通区間を除く総延長は48.0km。）
- 未開通区間：
  - 本線
    - 愛媛県今治市高部
    - 愛媛県今治市宮窪町宮窪

## 地理

### 通過する自治体
- 愛媛県
  - 今治市

### 交差する道路
- 本線
  - 国道317号（今治市）
  - 愛媛県道161号糸山公園線（今治市）
  - 愛媛県道49号大島環状線（今治市）
  - 国道317号（今治市）
  - 愛媛県道49号大島環状線（今治市）
  - （西瀬戸自動車道大島南IC（今治市））
  - （西瀬戸自動車道大島北IC（今治市））
  - 国道317号・愛媛県道49号大島環状線（今治市）
  - 愛媛県道49号大島環状線（今治市）
  - 国道317号（今治市）
  - （西瀬戸自動車道伯方島IC（今治市））
  - 国道317号（今治市）
  - 国道317号（今治市）
  - 愛媛県道51号大三島環状線（今治市）
  - （西瀬戸自動車道大三島IC（今治市））
  - 愛媛県道325号今治大三島自転車道線（支線）（今治市）
  - 国道317号・愛媛県道21号大三島上浦線（今治市）
  - 愛媛県道51号大三島環状線（今治市）
  - 愛媛県道21号大三島上浦線（今治市）
  - 愛媛県道21号大三島上浦線（今治市）
  - 愛媛県道51号大三島環状線（今治市）
- 支線
  - 国道317号・愛媛県道325号今治大三島自転車道線（本線）（今治市）
  - 広島県道466号向島因島瀬戸田自転車道線（今治市・尾道市境）

### 見どころ
- 瀬戸内海
- 来島海峡大橋
  - 来島海峡第三大橋
  - 来島海峡第二大橋
  - 来島海峡第一大橋
- 伯方・大島大橋
  - 大島大橋
  - 伯方橋
- 大三島橋
- 多々羅大橋
- 道の駅伯方S・Cパーク
- 道の駅よしうみいきいき館